# Strabag
Strabag SE – europejska spółka budowlana z siedzibą w Wiedniu (wcześniej w Spittal an der Drau w Austrii), notowana na Wiener Börse.

## Historia
Przedsiębiorstwo założył Anton Lerchbaumer w 1835 r. W 2005 r. było ono największym przedsiębiorstwem budowlanym w Niemczech. Jego prezesem od 19 lutego 2025 r. jest Stefan Kratochwill. Poprzednio (od 1 stycznia 2023) był nim Klemens Haselsteiner, a wcześniej przez 10 lat Thomas Birtel.
Jego obroty w 2020 r. wyniosły 16 mld euro. W 2023 r. przedsiębiorstwo zatrudniało około 77 000 pracowników. W 2007 r. 27,8% udziałów w spółce nabyła Rasperia, w której mniej niż 50% posiadał rosyjski biznesmen Oleg Dieripaska. W 2009 r. przedsiębiorca pozbył się większości z tych udziałów. 29 września 2008 Strabag przejął większościowy pakiet udziałów w Kirchner Holding GmbH.

## Strabag w Polsce
Grupa Strabag działa w Polsce od 1987 r. Przy zatrudnieniu ponad 6500 pracowników, roczne obroty Grupy wynoszą ponad 5 mld złotych. Drogą zakupów i przejęć stworzyła holding, w skład którego wchodzą spółki zajmujące się budownictwem drogowym, kubaturowym, kolejowym, wytwarzaniem mas bitumicznych, wydobyciem kruszyw i tłucznia (Mineral Polska), zarządzaniem nieruchomościami (Strabag Real Estate), a także administracją obiektami (Strabag PFS), wynajmem maszyn i urządzeń (Strabag BMTI). Posiada także własny Instytut Badań technicznych TPA. Poza siedzibą w Pruszkowie posiada oddziały regionalne w: Białymstoku, Bydgoszczy, Gdyni, Krakowie, Katowicach, Kielcach, Łodzi, Lublinie, Rzeszowie, Szczecinie, Warszawie i Wrocławiu. Ogólne przychody Strabag Sp. z o.o. w 2020 r. wyniosły ponad 5 mld złotych.

### Inwestycje kubaturowe
- Central Point Warszawa
- Szpital WIM Legionowo
- Szpital WIM Oddział Okulistyki Warszawa
- Intraco Prime Warszawa
- Unity Centre Kraków
- Centrum handlowe Plaza w Rybniku[13]
- Centrum handlowe Plaza w Lublinie
- Galeria Jurajska[14]
- Galeria Krakowska[15]
- Galeria Katowicka
- Dworzec Wschodni w Warszawie[16]
- Dworzec kolejowy w Katowicach i Galeria Katowicka[17]
- Osiedle mieszkaniowe Oligo Park w Pruszkowie[18]
- Budynek Chrześcijańskiej Akademii Teologicznej w Warszawie[19]
- Warszawski Szpital Południowy

Ponadto Strabag wybudował wiele obiektów biurowych i mieszkalnych m.in. osiedle Konstancja w Bielawie i innych.

### Inwestycje drogowe
- Autostrada A1 – odcinki – Pyrzowice – Częstochowa Południe, Częstochowa Południe – Częstochowa – Północ, Radomsko – Kamieńsk
- Autostrada A2 (odcinek Nowy Tomyśl – granica państwa) główny wykonawca[20] i odcinek „D” (powiat grodziski i powiat pruszkowski)[21], Siedlce – Cicibór
- Autostrada A4 (docinki woj. dolnośląski, małopolski, podkarpacie) Zgorzelec – Krzyżowa, Brzesko – Tarnów, Krzyż – Dębica, Rzeszów – Jarosław (odcinki)[22]
- S1 Bieruń – Oświęcim
- S3 obwodnica Gorzowa Wlkp
- S5 Wrocław – Korzeńsko
- S6 Ustronie Morskie – Koszalin, Obwodnica Słupska,
- S7 Strzegowo – Pieńki – Płońsk, Mława – Napierki, Nidzica – Napierki, Miłomłyn – Rychnowo, Ostróda PD – Olsztynek, obwodnica Kielc, Trasa Nowohucka Kraków, Lubień – Naprawa,
- S8 Białystok – Jeżewo, Kobyłka – Marki, węzeł Broniewskiego (Powązki), Opacz – Janki – Radziejowice – Przeszkoda, Walichnowy – Złoczew
- S10 Obwodnica Kobylanki, węzeł S10 / A6 Szczecin Kijewo
- S12 Lublin – Piaski, obwodnica Chełma
- S14 zachodnia obwodnica Łodzi
- S17 Wiązowna – Kołbiel
- S19 Bielsk Podlaski -Boćki – Malewice, gr. woj. mazowieckiego – Międzyrzec Podlaski, Kraśnik – Janów Lubelski – Lasy Janowskie, Nisko – Rudnik n/Sanem, Miejsce Piastowe – Dukla
- S22 Elbląg – Grzechotki
- S61 Łomża – Stawiski
- Droga krajowa nr 16 (obwodnica miasta Biskupiec)[23]
- Droga krajowa nr 67 (woj. kujawsko-pomorskie, odcinek Włocławek-Lipno)[24]
- Węzeł drogowy w Warszawie Aleje Jerozolimskie – ul. Łopuszańska (droga krajowa nr 8 i droga wojewódzka nr 719)[25]
- DW 579 (obwodnica Grodziska Mazowieckiego)
- DW 604 Nidzica – Wielbark
- DW 815 Parczew – Lubartów
- DW 673 Sokółka – Dąbrowa Białostocka
- DW 913 Pyrzowice – Będzin
- DW 933 Wodzisław Śl. – Jastrzębie
- DW 948 Kęty – Żywiec
- Obwodnica Tarnobrzega

### Inwestycje kolejowe i tramwajowe
- przebudowa linii kolejowej E30 w Krakowie
- przebudowa linii E59 Poznań – Szczecin
- przebudowa linii kolejowej nr 8 Warszawa – Radom
- przebudowa linii obwodowej nr 20 Warszawa Koło – Warszawa Gdańska z budową przystanku Warszawa Powązki
- przebudowa linii kolejowej nr 106 Rzeszów – Jasło
- przebudowa linii kolejowej nr 367 Zbąszynek – Gorzów Wielkopolski
- modernizacja linii kolejowej E 20 na odcinku Łuków – Międzyrzec Podlaski
- linia tramwajowa Szczecin węzeł Głębokie, Szczeciński Szybki Tramwaj
- linia tramwajowa w ul Kasprzaka i Wolskiej w Warszawie
- linia tramwajowa w Grudziądzu